# Notosacantha reinecki
Notosacantha reinecki es una especie de insecto coleóptero de la familia Chrysomelidae. Es endémico  del sur de Célebes.